# Folc (Rifred)
El Folc o la Riera del Folc és un torrent de la conca de Calonge a Catalunya que neix a Calonge (Baix Empordà). Neix a uns 230 metres d'altitud a la Serra de l'Escorpí al Massís de les Gavarres i desemboca uns 180 metres més avall al Rifred, del qual és l'afluent major. S'alimenta d'una quinzena de torrents sense nom.